# 什切青波貢足球俱樂部
什切青波貢足球俱樂部（MKS Pogoń Szczecin）是波蘭的一家足球俱樂部。主場位於什切青。球隊現在參加波蘭足球甲级聯賽的賽事。

## 参效力过的著名球员
- 奥列格·萨连科

## 外部連結
- Pogoń Szczecin official website （页面存档备份，存于） （波兰語）
- Unofficial Pogoń Szczecin website （页面存档备份，存于） （波兰語）
- Morski Klub Sportowy Pogoń Szczecin （页面存档备份，存于） （波兰語）